# Erbländischer Taler

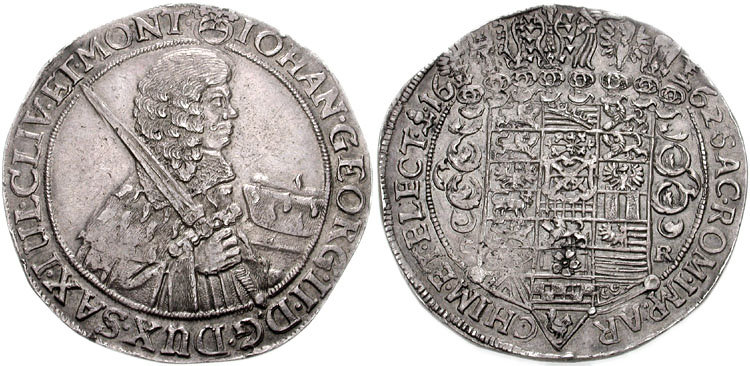
Erbländischer Taler (breiter Reichstaler) Johann Georgs II. von 1662, Mmz. C–R und Eichel, Münzstätte Dresden (beschnitten)

Der von 1658 bis 1680 in der Münzstätte Dresden unter Kurfürst Johann Georg II. (1656–1680) geprägte sogenannte Erbländische Taler und dessen Halbtaler sind kursächsische Talermünzen, die den Kurfürsten nicht wie gewöhnlich im Harnisch, sondern im Kurornat, also mit Hermelinmantel und Kurhut zeigen. Das stieß jedoch auf Widerstand bei den Landständen der beiden Lausitzen und führte dazu, dass völlig wertgleiche Taler nach alter Tradition zusätzlich geprägt wurden.

## Münzgeschichte

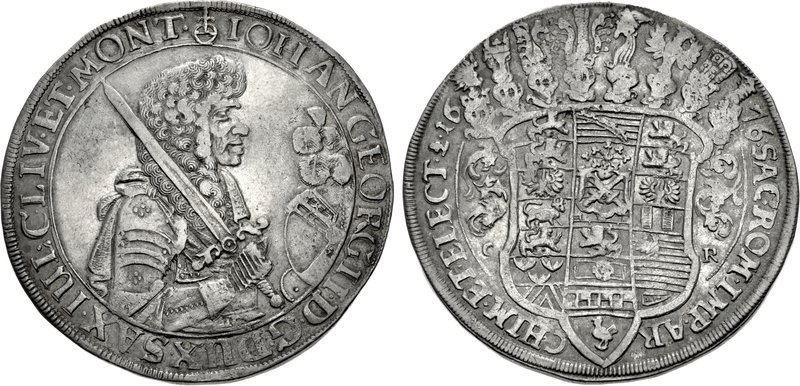
Gesamttaler Johann Georgs II. von 1676. Um im Einvernehmen mit den Landständen der beiden Lausitzen zu sein, ließ Johann Georg II. sich auf einem Teil seiner Münzen mit Helm und Harnisch darstellen.

Nach Julius und Albert Erbstein „bietet das Münzwesen unter Kurfürst Johann Georgs II. die merkwürdige Erscheinung, dass […] noch vor Ablauf des ersten Jahrzehnts [der Regierung] zwei bezüglich der Vorderseite völlig verschiedene Reichsthaler- und Halbthaler-Gepräge Platz greifen […].“
Seit Sachsens Beitritt zur Reichsmünzordnung im Jahr 1571 war die übliche Darstellung des sächsischen Kurfürsten auf Talermünzen sein Hüftbild mit Harnisch und Kurschwert. Bereits der Vater Johann Georgs II. ließ sich 1612 auf seinen Vikariatsmünzen der Repräsentation wegen, als Vikar des Heiligen Römischen Reiches, im Kurornat darstellen. In Anlehnung daran ließ Johann Georg II. im Jahr 1658 ebenfalls Talermünzen prägen, die ihn mit Kurhut, Mantel und Kurschwert zeigen. Damit stieß er jedoch auf Widerstand bei den Landständen der Ober- und Niederlausitz, die seit dem Prager Traditionsrezess von 1635 seine Lehensträger geworden waren. Sie durften von den sächsischen Kurfürsten nur als Markgrafen, nicht als Kurfürsten, regiert werden. Die Landstände waren darauf bedacht, dass aus der wettinischen Personalunion zwischen Sachsen und den Lausitzen keine Einverleibung wird. Andererseits waren Johann Georg II. wie auch seine Nachfolger stets darauf bedacht, mit den Ständen der Ober- und Niederlausitz im Einvernehmen zu sein und die Privilegien der Markgrafschaft zu achten. Als Kurprinz war er lange genug Landvogt der Oberlausitz gewesen, um seine Lausitzer zu kennen und zu wissen, wie weit er gehen darf. Er ließ deshalb ab 1665 zwei Talergepräge herstellen. Der zweite neue Taler zeigt den Kurfürsten nicht mehr im Kurornat, sondern als gesamtländisches Gepräge für seinen Gesamtstaat in der alten Tradition im Hüftbild mit Harnisch und Kurschwert.

### Talernamen und Prägezeit
Die Gebrüder Erbstein führten erstmals für die nebeneinander mit unterschiedlichem Münzbild geprägten Taler die Bezeichnungen Erbländischer Taler und Gesamttaler ein:

„Madai’s Thalerkabinet und unsere sächsischen Kataloge […] gedenken zwar dieses Unterschiedes in der Beschreibung der Gepräge, Keiner von ihnen und, wie es scheint, überhaupt noch Niemand hat die Frage zu beantworten gesucht, wie die Thatsache einer langandauernden Nebeneinanderprägung zweier verschiedener Thaler gleichen Werthes zu erklären sei. Der Umstand, dass Johann Georg II. auf den Thalern seiner ersten Regierungsjahre sich als Kurfürst darstellen liess, wird nämlich in den Lausitzen, […] welche in Johann Georg II. […] lediglich den Markgrafen sahen, Anstoss erregt haben, […]. Wir würden also von der Zeit an, wo die beiden Thalersorten nebeneinander auftreten, von einem erbländischen und von einem für die Erblande sowohl, wie für die Lausitzen bestimmten Gesammtthaler sprechen können, […]. Von den Gesammtthalern […] kommen Exemplare zwar schon mit der Jahreszahl 1664 vor […], allein es bleibt […] fraglich, ob die Einführung dieser neuen Thaler […] nicht doch erst im Jahre 1665 erfolgt und der Gesammtthaler von 1664 nur eine Zwittermünze ist, entstanden durch nachträgliche irrige Benutzung des Stempels zur Rückseite eines bis dahin allein gemünzten Thaler vom Jahre 1664 mit dem Stempel zur Vorderseite der neuen Thalersorte.“

Höchstwahrscheinlich wurde mit der Prägung der Gesamttaler parallel zu den Erbländischen Talern 1665 begonnen, da sich im Münzkabinett Dresden Goldabschläge dieses Jahrgangs befinden. Die Probestücke, auch Erstabschläge genannt, wurden generell vor Beginn einer regulären Prägung hergestellt. Gesamttaler mit der Jahreszahl 1664 wären folglich äußerst seltene Zwittertaler aus dem Jahr 1665, bei denen ein Rückseitenstempel des Erbländischen Talers von 1664 mit dem Vorderseitenstempel des neuen Gesamttalers kombiniert wurde.
Mit dem Tod Johann Georgs II. endete die Prägung der Erbländischen Taler. Die Nachfolger Johann Georgs II. haben keine Gepräge dieser Art mehr herstellen lassen.

## Münzbeschreibung
Der Erbländische Taler trägt auf der Vorderseite das Brustbild Johann Georgs II. im Kurmantel mit geschultertem Kurschwert und den vor ihm auf einem kleinen Tisch liegenden Kurhut. Über dem Kopf der Reichsapfel und der Beginn eines Teils seiner Titelumschrift. Auf der Rückseite die Fortsetzung seiner Titelumschrift und der achtfach behelmte kursächsische Wappenschild von 21 Feldern mit Mittelschild, die Jahreszahl und das Münzmeisterzeichen Eichel sowie die Anfangsbuchstaben C–R des Dresdner Münzmeisters Constantin Rothe. Im Jahr 1678 erschien der erste Erbländische Taler des neuen Dresdner Münzmeisters Christoph Fischer mit dem Münzmeisterzeichen C–F und zwei mit dem Rücken gegeneinander gekehrte Fische. (Siehe auch: Münzstätte Dresden / Münzmeister der Münzstätte Dresden)
Vom Gesamttaler unterscheidet er sich nur dadurch, dass der Kurfürst im Kurornat und nicht im Harnisch dargestellt ist. Der Durchmesser des Talers beträgt zirka 46 mm. Des großen Durchmessers wegen wird er auch als „breiter Taler“ bezeichnet.
Der nur von 1658 bis 1665 geprägte halbe Erbländische Taler entspricht dem Münzbild der Vorderseite des ganzen Talers. Die Rückseite zeigt den vereinfachten kursächsischen Wappenschild. Es sind auch Doppeltaler vom Stempel des Erbländischen Talers bekannt.

### Umschrift
IOHAN(nes). GEORG(ius). II. D(ei). G(ratia). DUX. SAX(oniae). I(uliaci). CL(iviae). ET. MONT(ium). // SAC(ri). ROM(ani). IMP(erii). ARCHIM(arschallus). ET. ELECT(or).
Übersetzung: Johann Georg II., von Gottes Gnaden Herzog von Sachsen, Jülich, Cleve und Berg, des Heiligen Römischen Reiches Erzmarschall und Kurfürst.

### Ausprägung im Reichsmünzfuß
Auszug aus der Tabelle nach Arnold/Schwinkowski
Die Erbländischen Taler sind Reichstaler, die nach dem Reichsmünzfuß geprägt wurden.
| Nominal       | Wert in Groschen | Stück/Gemischte Mark | g/Gemischte Mark | Stück/Mark Feinsilber | g/Mark Feinsilber | Feingehalt (Lot, Grän = 0/00) |
| ------------- | ---------------- | -------------------- | ---------------- | --------------------- | ----------------- | ----------------------------- |
| Reichstaler   | 24               | 8                    | 29,23            | 9                     | 25,98             | 14 Lot, 4 Grän = 888,89 ‰     |
| ½ Reichstaler | 12               | 16                   | 14,62            | 18                    | 12,99             | 14 Lot, 4 Grän = 888,89 ‰     |

Ab 1667 erfolgte die Münzprägung nach dem Vertrag von Zinna. Die Reichstaler, also auch die Erbländischen Taler, wurden danach Speciesreichstaler genannt und hatten einen erhöhten Wert von 28 Groschen. Die Ausprägung dieser Taler erfolgte weiterhin im Reichsmünzfuß.